# Kedung (Pancur)
Kedung is een bestuurslaag in het regentschap Rembang van de provincie Midden-Java, Indonesië. Kedung telt 762 inwoners (volkstelling 2010).